# Ajwazowskie (budynek wypoczynkowy)

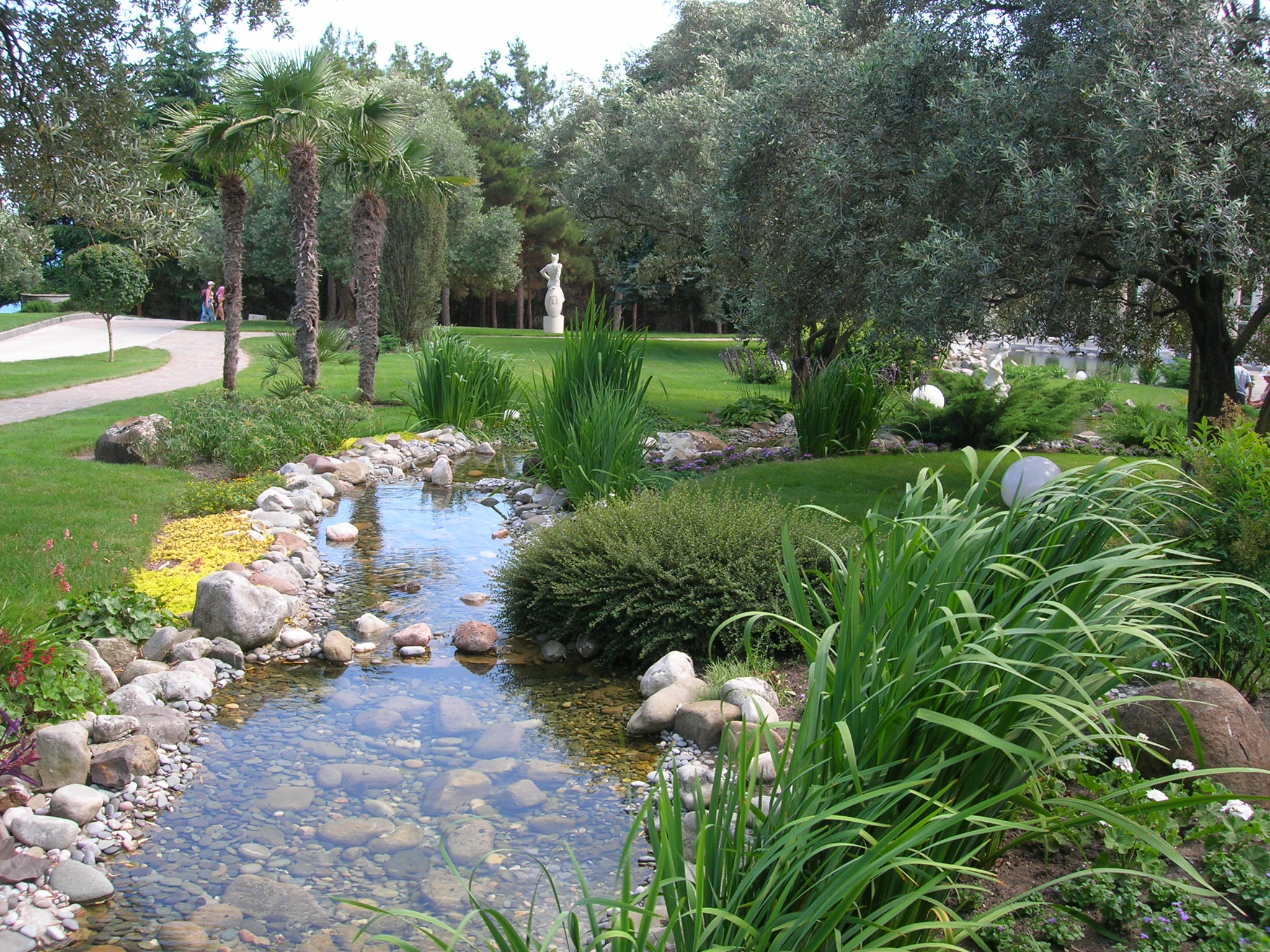
Park — Gaj Oliwkowy

Ajwazowskie — budynek wypoczynkowy i kompleks leczniczy w Partenicie. Posiada wielki  park, gdzie rosną w zasadzie śródziemnomorskie gatunki roślin.

## Położenie

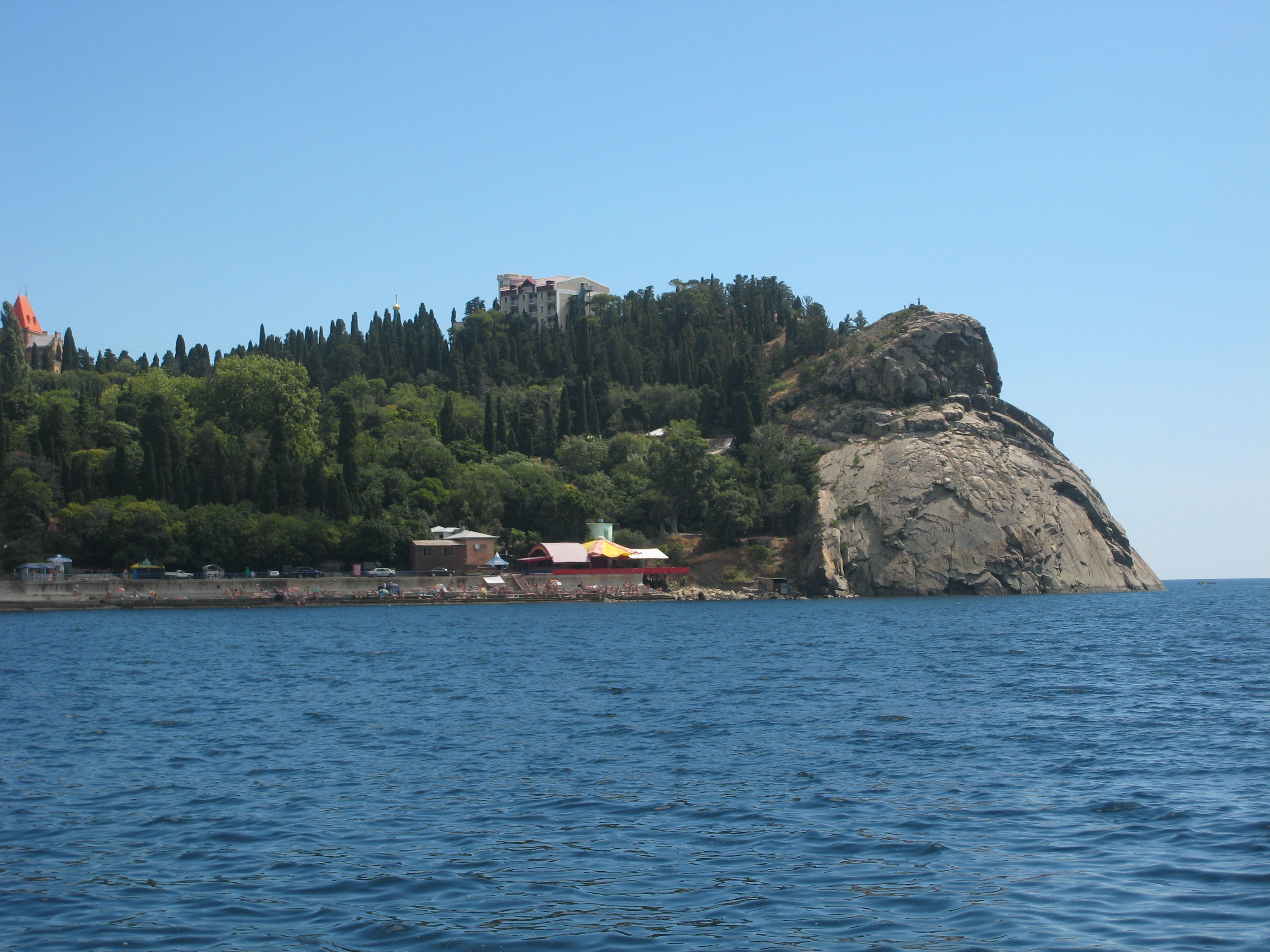
Przylądek Płakа

Sanatorium znajduje się w malowniczej części doliny partenickiej między znanym Ajudahiem i przylądkiem Płaka.